# Widows (TV-serie)
Widows är en amerikansk deckarserie som sändes 2002. Det är en nyinspelning av Lynda La Plantes brittiska serie Änkorna.

## Rollista i urval
- Mercedes Ruehl – Dolly Rawlins
- Brooke Shields – Shirley Heller
- Rosie Perez – Linda Perelli
- N'Bushe Wright – Bella
- Jayne Eastwood – Audrey
- Nigel Bennett – Harry Rawlins
- Jay O. Sanders – John Maynard